# Lake Tahoe
Der etwa 497 km² große Lake Tahoe (Aussprache [leɪk ˈtɑːhoʊ]) ist ein See auf der Grenze der US-Bundesstaaten Nevada und Kalifornien. Der See wurde zunächst bis 1862 Lake Bigler genannt, zu Ehren von John Bigler, dem dritten Gouverneur von Kalifornien. 1862 wurde der Name Tahoe (nach dá'aw; Washoe für See) eingeführt und beide Namen parallel genutzt. Erst seit 1945 heißt der See offiziell Lake Tahoe. 1989 wurden hier die 4. Special Olympics World Winter Games veranstaltet.

## Geographie
Der See befindet sich westlich der 3317 m hohen Carson Range, eines östlichen Teils der Sierra Nevada.
Der See ist mit 501 Metern der zweittiefste (der Crater Lake ist 594 Meter tief) und in Anbetracht der Höhe des Wasserspiegels von 1899,5 m auch einer der höchstgelegenen Seen der USA. Während er von 63 kleinen Bach- und Flussläufen gespeist wird, entwässert ihn der Truckee River. Der Lake Tahoe hat eine Durchschnittstiefe von 301 m.
Der Lake Tahoe hat durch eine langjährig andauernde und intensive Bebauung der Ufer viel von seiner früheren Einsamkeit verloren. Dennoch liegt er umrandet von Kiefernwäldern in einer Gebirgslandschaft. Er ist für seine tiefblau erscheinende Wasseroberfläche bekannt. An den Ufern liegen mehrere State Parks: Im Nordosten der Lake Tahoe-Nevada State Park, im Südwesten der Emerald Bay State Park und der D. L. Bliss State Park sowie im Westen der Sugar Pine Point State Park.

## Verbesserung der Wasserklarheit
Die ursprüngliche Klarheit des Seewassers mit einer durchschnittlichen Sichttiefe von 30 Metern hat sich bis 2019 auf 19 Meter verringert. Der Grund hierfür liegt in dem zunehmenden Wachstum von Algen und anderen invasiven Pflanzen.
Ein von der Universität von Nevada, Reno über drei Jahre begleitetes Pilotprojekt an der Südküste des Sees hat im August 2020 einen erfolgreichen Weg zur Bekämpfung des Wasserunkrauts evaluiert. Mittels Ultraviolett-C-Lichtbehandlungen konnte die DNA sowie die Zellstruktur dieser Wasserpflanzen nachhaltig geschädigt werden. Der dazu unter einem Schiff montierte Leuchtkörper hatte eine Abmessung von 3,6 × 9,7 Meter (12 Fuß × 32 Fuß). Ein größerer Typ ist für das Folgejahr geplant. Das letztendliche Ziel ist es, mehrere dieser Leuchtkörper so miteinander zu verbinden, dass pro Tag eine Fläche von einem Morgen behandelt werden kann.
Der Ansatz zur Bekämpfung von Wasserunkraut mit ultraviolettem Licht ist der Projektevaluation nach auch für andere Gewässer ein vielversprechendes Instrument.

## Nutzung als Stausee
Der Lake Tahoe wurde im Rahmen des Projekts Truckee-Carson Irrigation District (TCID) in einen Stausee verwandelt, der auch als Lake Tahoe Reservoir bekannt ist. Von 1909 bis 1913 wurde zu diesem Zweck an seinem Abfluss bei Tahoe City am Truckee River der Lake Tahoe Dam (⊙), eine 33 m lange Staumauer, errichtet. Dieser staut den See bis zu 3,1 m auf.

## Kultur

### Überlieferung
Ähnlich wie Nessie im Loch Ness soll im Lake Tahoe ein Seeungeheuer namens Tessie leben.

### Medien
- Die Fernsehserie Bonanza ist im Umfeld des Lake Tahoe angesiedelt. Im Vorspann kann man auf einer Karte die Lage der Ponderosa-Ranch zwischen Carson City und dem Ostufer des Sees erkennen.
- Die Villa der Corleones in Der Pate – Teil II liegt am Lake Tahoe.
- Der Actionfilm Smokin’ Aces spielt am Lake Tahoe.
- Der Neo-Noir-Film Bad Times at the El Royale spielt am Lake Tahoe.
- Die 53. Episode (Geldwäsche) der Fernsehserie Ein Colt für alle Fälle spielt am Lake Tahoe.
- Die Folgen Das Bergmonster und Geisterstadt der bekannten Jugendbuchreihe Die drei ??? haben das Umland Lake Tahoes als Handlungsort.
- In den ersten beiden Folgen der zweiten Staffel der US-Krimiserie Quincy (Tod im Casino) ermittelt der Titelheld am Lake Tahoe.
- Ein Stück des Albums 50 Words for Snow von Kate Bush trägt den Titel Lake Tahoe.
- Der Song "Here We Go Again (I Love Lake Tahoe)" der britischen Rockband A und das dazugehörige Musikvideo drehen sich um die Liebe der Band zum See und zu den umliegenden Urlaubsorten.
- Die erste Folge der neunten Staffel der Serie "Modern Family" spielt am Lake Tahoe

### Sport
Die 4. Special Olympics World Winter Games wurden 1989 in Reno und am Lake Tahoe veranstaltet. Mehr als 1.000 Athleten aus 18 Ländern nahmen teil.